# HDV
HDV és l'acrònim del terme anglès High Definition Video (Video d'alta definició), o HDV.
Anunci de premsa de l'aparició del format HDVTòquio, Japó, 30 de setembre de 2003 - Cànon Inc, Sharp Corporation, Sony Corporation, i JVC (Victor Company of Japan, Limited) avui anuncien les especificacions del nou format digital de gravació i reproducció en alta definició sobre cinta DV batejat amb el nom de format "HDV".
Format HDV-1
Està basat en format 720 progressiu (720p), amb una resolució nativa de 1280x720 píxels
Format HDV-2
Està basat en format 1080 entrellaçat (1080i), amb una resolució nativa de 1440x1080 pixels.
El HDV és un format de vídeo que utilitza les mateixes cintes DV (ja sigui DV o MiniDV) com a suport d'enregistrament i, per tant, manté la mateixa taxa de transferència de dades per segon 25Mbits/s, tant en format de vídeo HD entrellaçat 1080/60i o 1080/50i, com en progressiu 720/60p, 720/30p, 720/50p, 720/25p i 720/24p. Usant el còdec HDV (basat en MPEG-2) s'aconsegueix l'enregistrament en alta definició amb més compressió, comparat amb el DV. El format aprofita les complexes mecàniques de cinta molt evolucionades del DV per oferir alta definició sobre el mateix suport i aprofita tots els avantatges que ens ofereix el format DV com són: cintes econòmiques, fàcils de trobar al mercat, temps de gravació superiors a les 4 hores i mitja, camcorders molt compactes i camcorders d'espatlla professionals, magnetoscopis d'estudi amb diferents solucions segons necessitats, etc
El sistema de compressió que utilitza és el GOP, i Sony fa servir 15 quadres a causa del sistema entrellaçat 1080i, menys efectiu que el progressiu 720p de JVC que només en fa servir 8.
A nivell d'equips de consum el format que s'implementa en el mercat és el 1080i.
A nivell d'equips professionals hi ha divisió d'opinions, alguns fabricants només utilitzen el 1080i, altres només el 720p i altres fan equips que utilitzen tots dos formats. Es pot veure la informació en les pàgines web d'equips professionals de Sony, JVC, Panasonic i Canon.

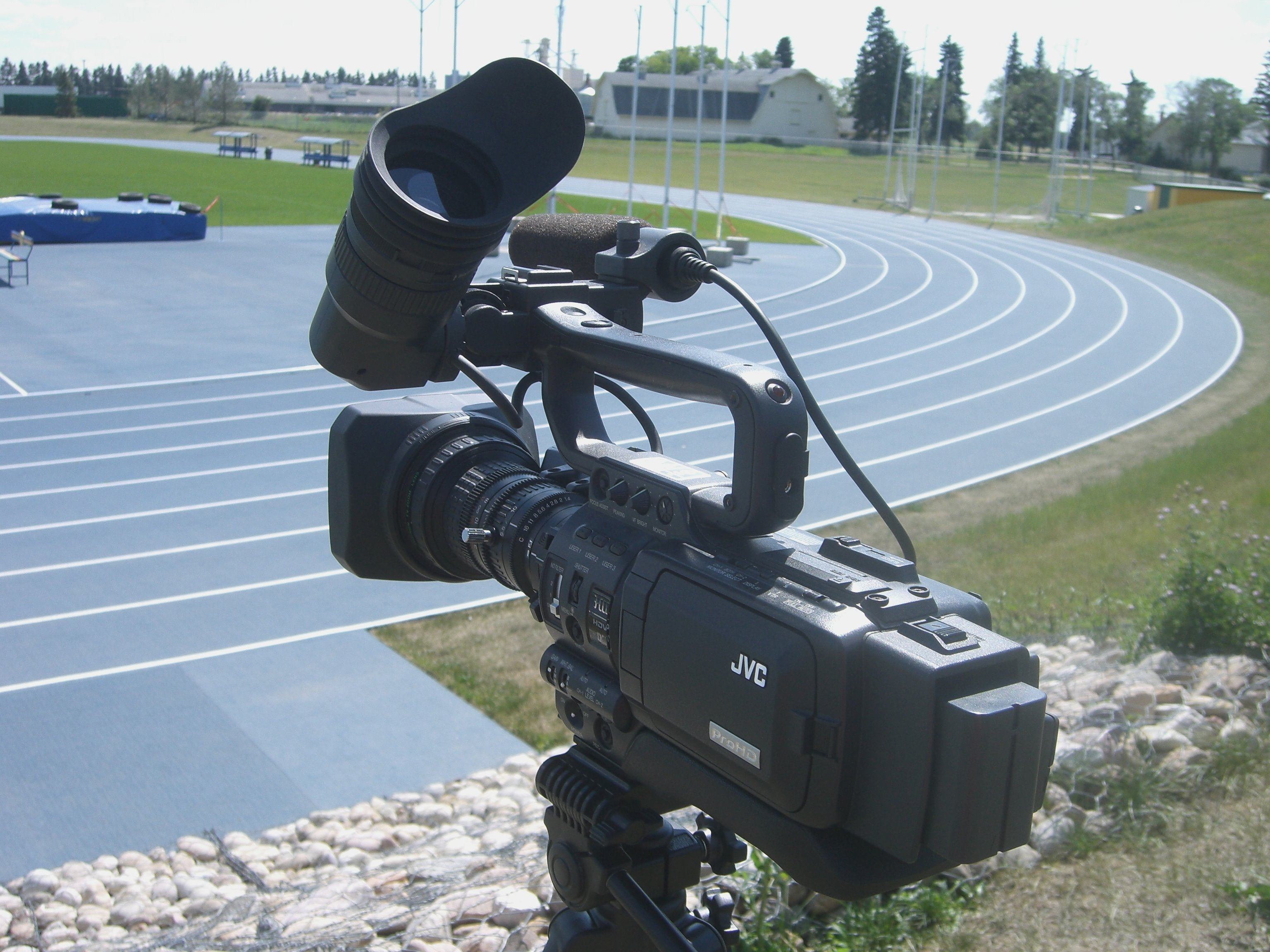
JVC GY-HD100

## Especificacions
| Format                                   | HDV 720p                                                                                     | HDV 1080i                                                                                    |
| ---------------------------------------- | -------------------------------------------------------------------------------------------- | -------------------------------------------------------------------------------------------- |
| Mitjana                                  | DV or MiniDV Tape                                                                            | DV or MiniDV Tape                                                                            |
| Video                                    |                                                                                              |                                                                                              |
| Senyal de Vídeo                          | 720/60p, 720/30p, 720/50p, 720/25p (720/24p)                                                 | 1080/60i, 1080/50i (1080/30p, 1080/25p, 1080/24p)                                            |
| Mida de quadre en píxels                 | 1280 x 720                                                                                   | 1440 x 1080                                                                                  |
| Píxel aspect ratio                       | 1:1                                                                                          | 1,33:1                                                                                       |
| Frame aspect ratio                       | 16x9                                                                                         | 16x9                                                                                         |
| Video Compressió                         | MPEG2 Vídeo (profile & level: MP HL)                                                         | MPEG2 Vídeo (profile & level: MP H-14)                                                       |
| Freqüència de mostreig per luminància    | 74.25 MHz                                                                                    | 55.6875 MHz                                                                                  |
| Format Mostreig de color                 | 4:2:0                                                                                        | 4:2:0                                                                                        |
| Quantització                             | 8 bits (tant luminància com crominància)                                                     | 8 bits (tant luminància com crominància)                                                     |
| Taxa d'ample de bits del vídeo comprimit | # 19/07 Mbit/s                                                                               | # 25 Mbit/s                                                                                  |
| Audio                                    |                                                                                              |                                                                                              |
| Compressió                               | MPEG-1 Audio Layer II, PCM                                                                   | MPEG-1 Audio Layer II                                                                        |
| Freqüència de mostreig                   | 48 kHz                                                                                       | 48 kHz                                                                                       |
| Quantització                             | 16 bits                                                                                      | 16 bits                                                                                      |
| Compressed àudio bitstream rate          | 384 kbit/s (192 kbit/s per channel)                                                          | 384 kbit/s (192 kbit/s per channel)                                                          |
| Mode Àudio                               | Stereo (2 channels); opcional 4-channel MPEG-2 Audio Layer II at 96 kbit/s per channel model | Stereo (2 channels); opcional 4-channel MPEG-2 Audio Layer II at 96 kbit/s per channel model |
| Sistema                                  |                                                                                              |                                                                                              |
| Tipus Stream                             | MPEG-2 transport stream                                                                      | MPEG-2 transport stream                                                                      |
| Interface de Stream                      | IEEE 1394 Apple FireWire 400 or Sony i.LINK (MPEG-2 TS)                                      | IEEE 1394 Apple FireWire 400 or Sony i.LINK (MPEG-2 TS)                                      |
| Extensió de fitxers                      | . M2t (generalment)                                                                          | . M2t (generalment)                                                                          |